# Iżewskoje (obwód riazański)
Iżewskoje (ros. Ижевское) – wieś (sieło) w Rosji, w obwodzie riazańskim, w rejonie spaskim. W 2010 liczyła 3340 mieszkańców.

## Urodzeni
- Konstantin Ciołkowski – rosyjski uczony polskiego pochodzenia.